# Fellow of the Royal Society of Canada

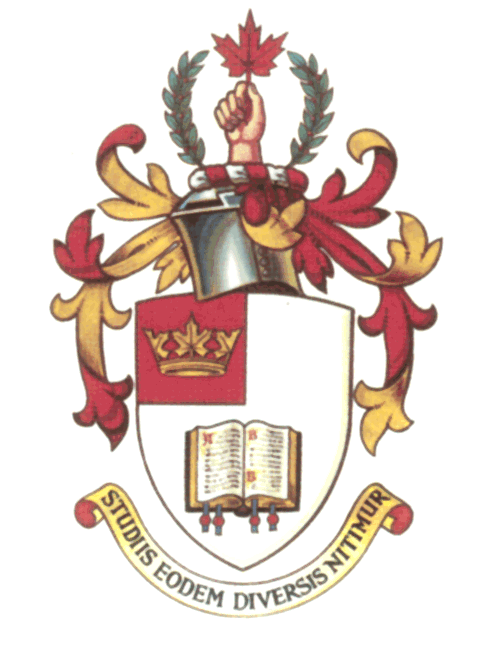
Royal Society of Canada

Fellowship of the Royal Society of Canada (FRSC) è un premio assegnato a individui che la Royal Society of Canada ritiene abbiano "dato notevoli contributi nelle arti, nelle discipline umanistiche e nelle scienze, nonché nella vita pubblica canadese".

## Storia
Dal 2020 ci sono più di 2.000 fellows canadesi viventi, tra accademici, artisti e scienziati come Margaret Atwood, Philip J. Currie, David Suzuki, Stephen Waddams e Demetri Terzopoulos.
Ci sono quattro tipi di borsa di studio:
1. Borsisti onorari (un titolo onorifico)
2. Borsisti regolarmente eletti
3. Borsisti appositamente eletti
4. Borsisti stranieri (né residenti né cittadini del Canada)